# Spilamberto
Spilamberto – miejscowość i gmina we Włoszech, w regionie Emilia-Romania, w prowincji Modena.
Według danych na rok 2004 gminę zamieszkiwało 10 966 osób, 378,1 os./km².